# Jules-François Le Coq
Jules-François Le Coq, né le 8 octobre 1821 à Vire et mort le 25 décembre 1892 à Nantes, est un prélat français de l'Église catholique, évêque du diocèse de Luçon puis évêque de Nantes.

## Éléments biographiques
Jules-François Le Coq est évêque de Luçon pendant deux ans, de 1875 à 1877.
Il est nommé ensuite évêque du diocèse de Nantes en 1877. C'est à ce titre qu'il inaugure le jour de Noël 1891 la cathédrale de Nantes dont la construction s'achève après 457 ans de travaux. Il restera à la tête de ce diocèse jusqu'à sa mort, tout juste un an après l'inauguration de la cathédrale, le 25 décembre 1892.

## Armes
Parti de gueules à 2 léopards d’or, qui est de Normandie, et d’azur à 3 brochets (lucii) d’argent contournés et nageant l’un sur l’autre, qui est du chapitre de Luçon ; sur le tout au chef d’hermine (ce chef, qui symbolise Nantes, ajouté seulement depuis 1877).